# Wretches and Kings
„Wretches and Kings“ je píseň americké rockové skupiny Linkin Park. Jedná se o desátou skladbu z alba A Thousand Suns z roku 2010. Píseň napsala skupina a produkovali ji zpěvák Mike Shinoda a Rick Rubin.
Skladba obsahuje proslov amerického aktivisty Maria Savia.

## V kultuře
Skladba byla součástí soundtracku videohry Guitar Hero: Warriors of Rock. Rovněž se nachází na začátku videohry EA Sports MMA.

## Obsazení

### Linkin Park
- Chester Bennington – zpěv
- Mike Shinoda – rap, klávesy, sampler
- Brad Delson – elektrická kytara,
- Dave Farrell – basová kytara, doprovodné vokály
- Joe Hahn – gramofony, sampler, doprovodné vokály
- Rob Bourdon – bicí, doprovodné vokály

### Ostatní obsazení
- Mario Savio – proslov

## Remixy
| Název remixu                                        | Umělci                     | Album                                                      |
| --------------------------------------------------- | -------------------------- | ---------------------------------------------------------- |
| Wretches and Kings Remix (Get Busy Committee remix) | Get Busy Committee, Apathy | "It's the Bootleg, Muthafuckas! Vol. 3: Fire Walk With Me" |
| Wretches and Kings (HavocNdeeD Remix)               | HavocNdeeD                 | Nealbumový singl                                           |
| Wretches and Kings (zwieR.Z. Remix)                 | zwieR.Z                    | Nealbumový singl                                           |
| Wretches and Kings (Xefuzion Remix)                 | "Xefuzion"                 | Nealbumový singl                                           |